# Cantonul Allègre
Cantonul Allègre este un canton din arondismentul Le Puy-en-Velay, departamentul Haute-Loire, regiunea Auvergne, Franța.

## Comune
- Allègre (reședință)
- Bellevue-la-Montagne
- Céaux-d'Allègre
- La Chapelle-Bertin
- Fix-Saint-Geneys
- Monlet
- Varennes-Saint-Honorat
- Vernassal